# Fagurhólsmýri
Fagurhólsmýri – wieś położona w południowej części Islandii.
Wieś znajduje się 10 km na południe od wulkanu Öræfajökull.